# Marché central de Sofia
Le marché central de Sofia (en bulgare : Централни софийски хали, Tsentralni sofiyski hali), connu sous le nom de marché central (Халите, Halite) est un marché couvert situé sur le Boulevard Marie Louise, dans le centre-ville de Sofia, capitale de la Bulgarie. Il fut ouvert en 1911 et est encore aujourd'hui un lieu important de commerce pour la ville.

## Histoire
La construction du bâtiment de 3 200 m2, commença en 1909 d'après les plans de l'architecte Naum Torbov et les travaux durèrent deux ans.
Le marché ferma en 1988 afin d'être modernisé et ne rouvrit ses portes qu'en 2000.
Aujourd'hui, 1000 personnes travaillent dans les 170 boutiques du marché dans tous les domaines d'activité habillement, nourriture, bijouterie etc.

## Architecture
Le style architecturale du bâtiment est néo renaissance incluant des éléments néo-byzantin et néo baroque. Sur la façade on peut apercevoir le blason de Sofia ainsi qu'une horloge célèbre dans la ville.

## Galerie

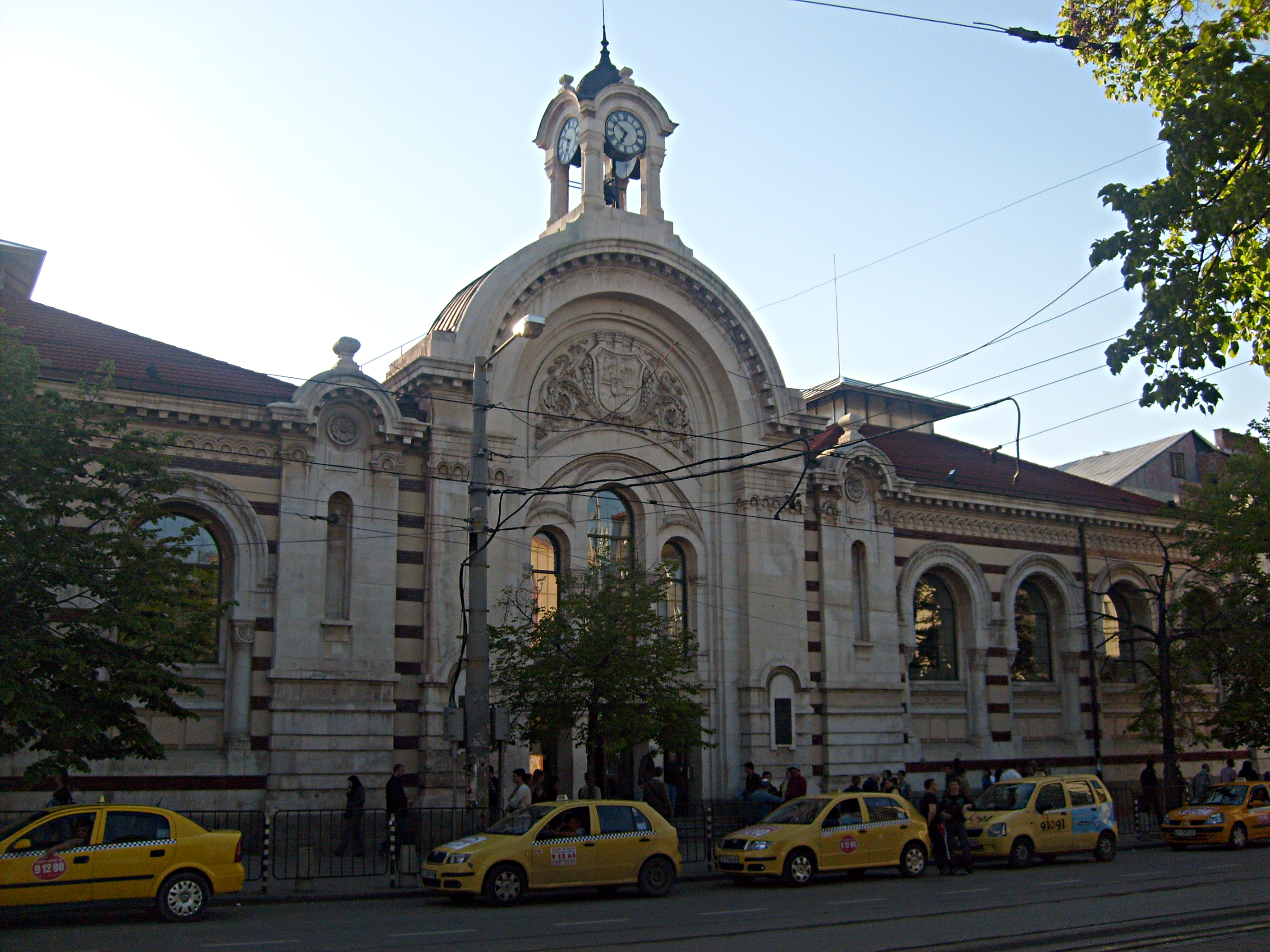
Front view
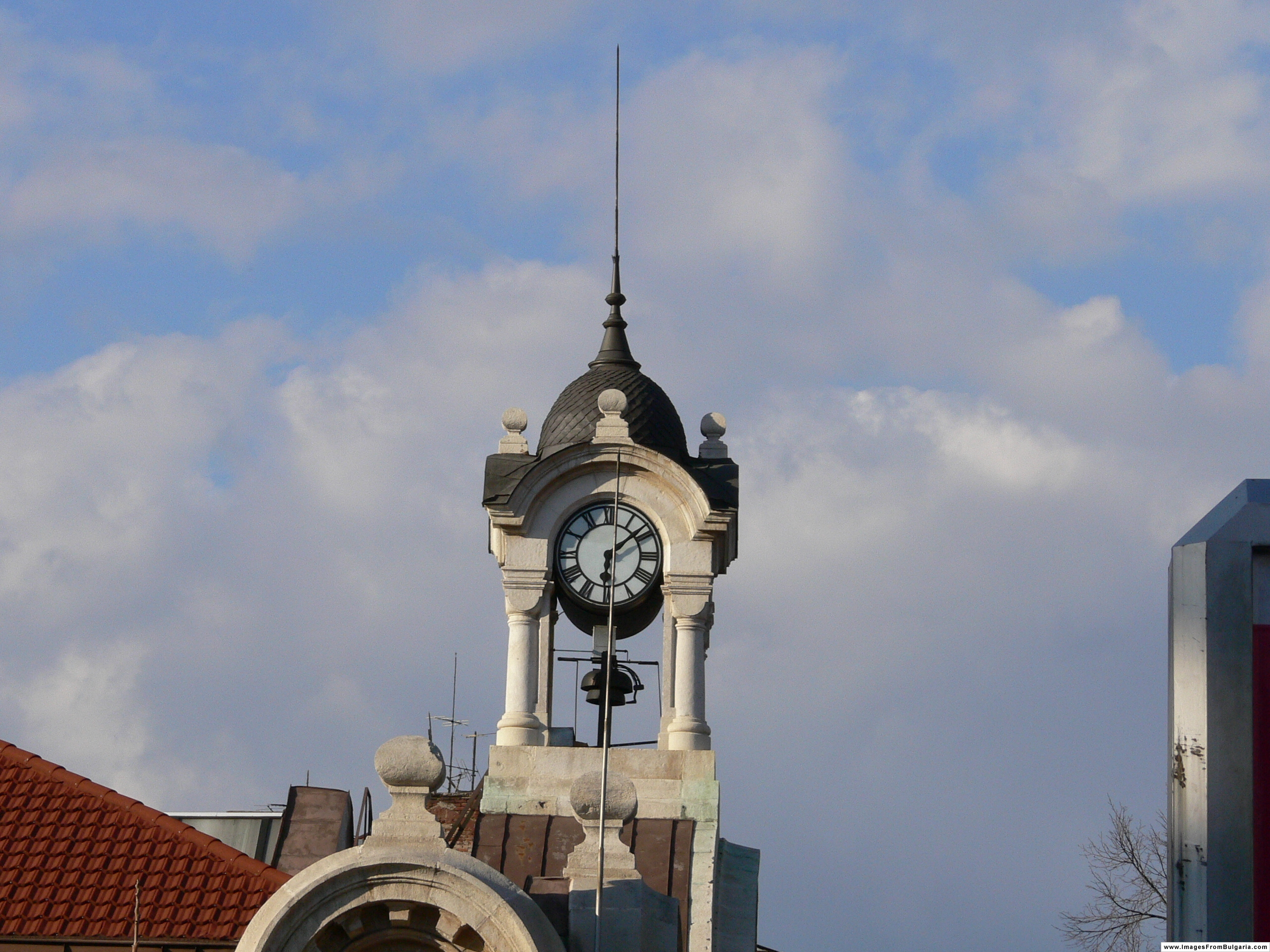
Detail of the clock tower
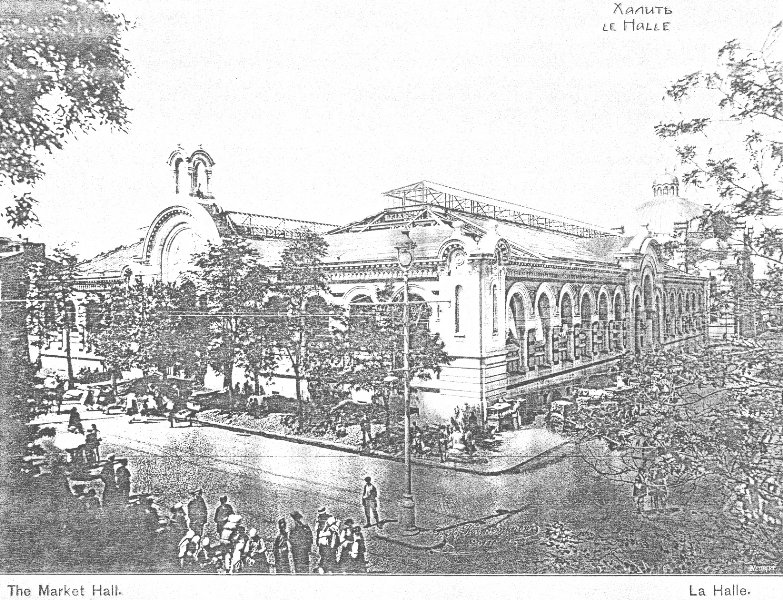
View of the Market Hall in 1912